# Renate Elf
Renate Elf (* 8. Mai 1947) ist eine deutsche Juristin und ehemalige Richterin am Bundesgerichtshof.

## Leben
Frau Elf trat nach Abschluss ihrer juristischen Ausbildung im Jahre 1975 in den höheren Justizdienst des Landes Nordrhein-Westfalen ein. Sie war nach einjähriger Verwendung beim Landgericht in Düsseldorf 14 Jahre als Richterin beim dortigen Amtsgericht tätig. 1990 wurde sie als wissenschaftliche Mitarbeiterin an den Generalbundesanwalt beim Bundesgerichtshof abgeordnet. Während einer sich anschließenden Abordnung an das Bundesverfassungsgericht wurde 1992 ihre Ernennung zur Richterin am Oberlandesgericht ausgesprochen. Nach Rückkehr in die Behörde des Generalbundesanwalts wurde Frau Elf 1993 zur Oberstaatsanwältin beim Bundesgerichtshof ernannt.
Anfang September 2000 trat Renate Elf, die im April zur Bundesrichterin gewählt worden war, zusammen mit Dr. Wolfgang Schaffert, ihr Richteramt in Karlsruhe an. Das Präsidium des Bundesgerichtshofs wies die Richterin Elf zunächst dem 2., zuletzt dem 1. Strafsenat zu. Seit dem 30. Juni 2012 ist sie pensioniert.